# Heleneholms SK
Heleneholms SK Är en fotbollsklubb från Heleneholm, Malmö. Klubben grundades 1986 efter en sammanslagning av Almhögs Vingar IF och Malmö SK som Malmö SK/AV. Klubben slogs ihop med Augustenborgs IF 1989 och bytte namn inför säsongen 1991 till Heleneholms SK.
Föreningen har bland annat sitt upptagningsområde i Seved där klubben bedriver socialt arbete.
Heleneholm spelar i lila matchställ.